# Kurt Lehmann (Bildhauer)

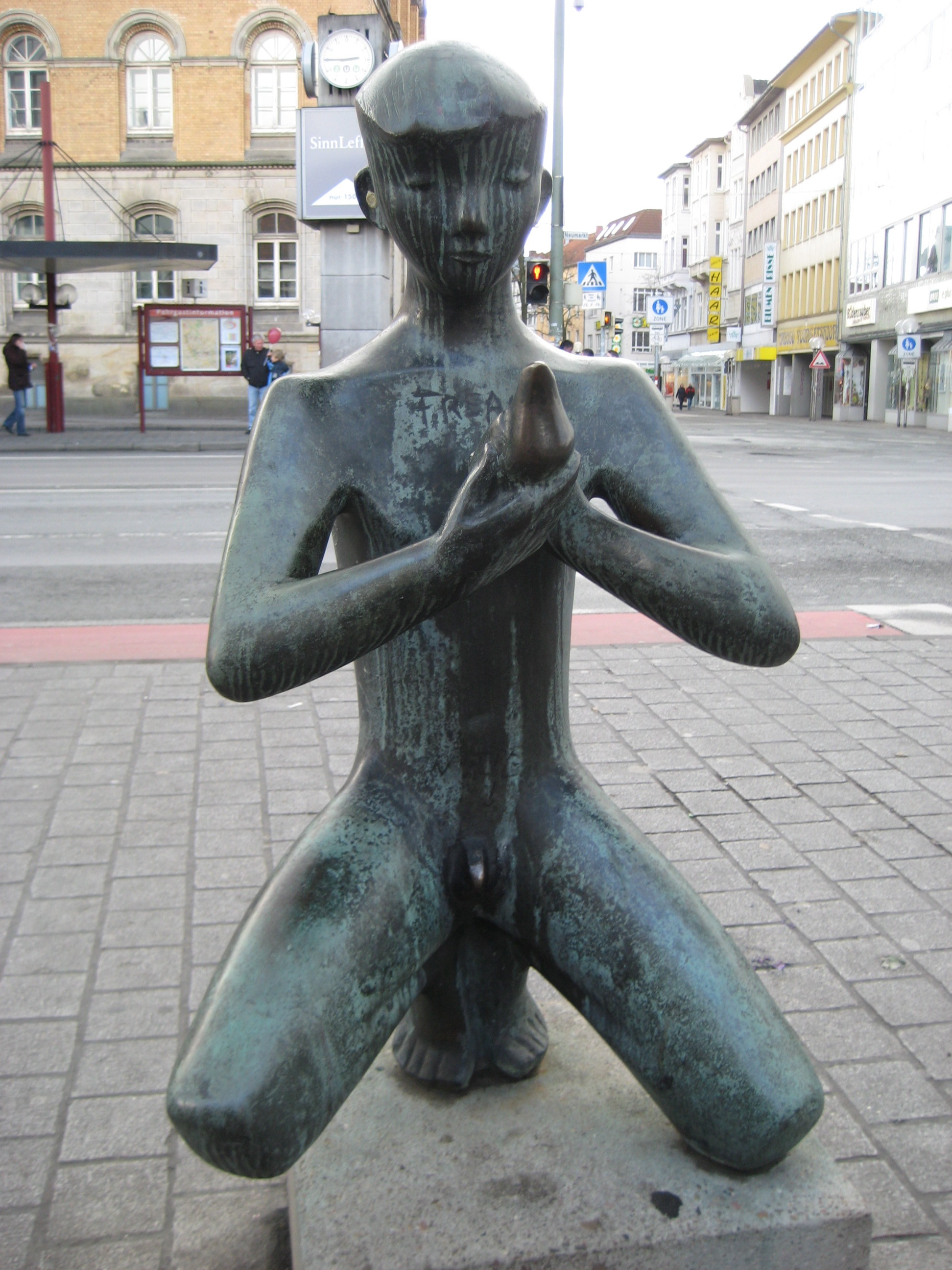
Knabe mit Taube, Bronze, 1958, in Osnabrück (Foto: 2009)

Kurt Lehmann (* 31. August 1905 in Koblenz; † 16. März 2000 in Hannover) war ein deutscher Bildhauer.

## Leben
Kurt Lehmann besuchte das Städtische Realgymnasium in Koblenz. Er studierte 1924–29 an der Staatlichen Kunstakademie Kassel bei Alfred Vocke und konnte auch in Kassel im Kunstverein 1929 seine erste Ausstellung mit bildnerischen Arbeiten zeigen. Nach Studienreisen nach Belgien und Frankreich, wo er unter anderem Aristide Maillol besuchte, hielt er sich 1930 mit einem Stipendium in der Villa Massimo in Rom auf und lebte seit 1931 in Berlin. Hier war er mit den Bildhauern Gerhard Marcks und Gustav Seitz befreundet. Seit 1934 lebte Lehmann wieder in Kassel, 1940–45 war er Soldat, sein Atelier in Kassel wurde im Krieg zerstört. 1946 nahm er seine Arbeit in Kassel wieder auf und wurde schließlich 1949 Professor an der Technischen Hochschule Hannover (bis 1969), wo er den Lehrstuhl für Modellieren in der Architektur-Abteilung innehatte.
In Hannover schuf Kurt Lehmann zahlreiche Plastiken und Reliefs (meist aus Muschelkalk oder Bronze), die noch heute Akzente im Stadtbild setzen. Er stellt eine zentrale Figur bei der künstlerischen Entwicklung der Stadt in der Nachkriegszeit während der 1950er und Anfang der 1960er Jahre dar.

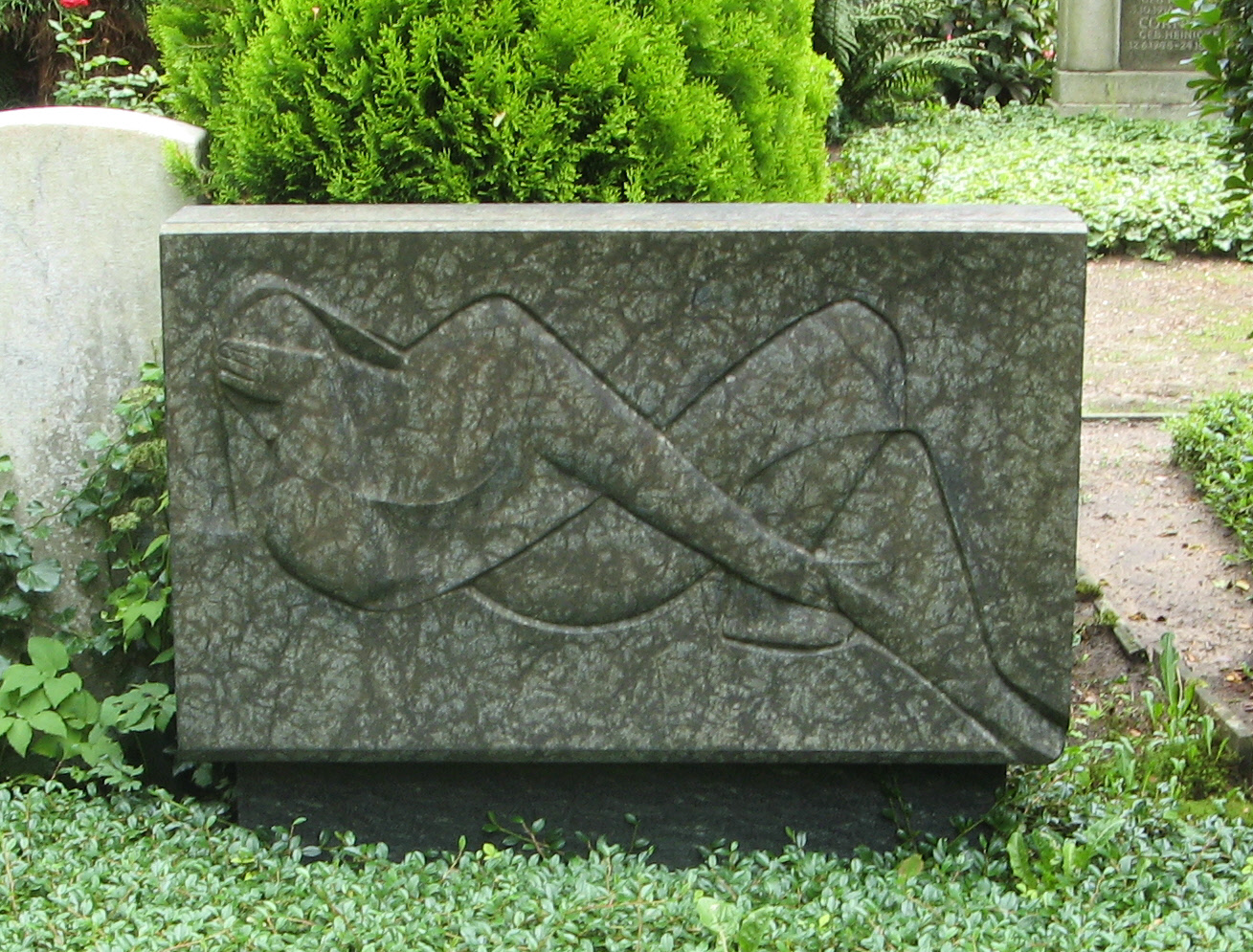
Grabmal von Kurt Lehmann auf dem Herrenhäuser Friedhof (2014)

Für seine Werke hatte ihm Hannover direkt am Großen Garten von Herrenhausen eigens ein Atelier mit einem Steinhof errichtet. Während seiner dortigen Schaffensjahre bewohnte der Bildhauer das an die barocke Gartenanlage grenzende Hardenberg'sche Palais in der Alten Herrenhäuser Straße, wo Lehmann dann Gastgeber war etwa für Martin Buber, Alexander Calder, Werner Gilles, Alfred Hentzen, den Kunstmäzen Bernhard Sprengel, den Bühnenbildner Rudolf Schulz oder auch Kurt Ehrhardt.
Kurt Lehmann war Mitglied und von 1952 bis 1960 Vorstandsmitglied des Deutschen Künstlerbundes. Im Jahr 1955 war Kurt Lehmann Teilnehmer der documenta 1 in Kassel. Von 1970 bis zu seiner Rückkehr nach Hannover Ende 1998 lebte er in Staufen im Breisgau.
Für seine künstlerischen Arbeiten, „die in ihrer strengen, vereinfachenden Formgebung an Ernst Barlach erinnern“, erhielt Lehmann zahlreiche Preise und Auszeichnungen.
Kurt Lehmann starb am  16. März 2000 im Alter von 94 Jahren in Hannover. Sein Grabmal findet sich auf dem Herrenhäuser Friedhof.

## Familie
Kurt Lehmann war verheiratet. Aus der Ehe gingen drei Kinder hervor: der Operndirektor Hans-Peter und die Malerin Katharina Lehmann sowie eine weitere Tochter.

## Werke (Auswahl)

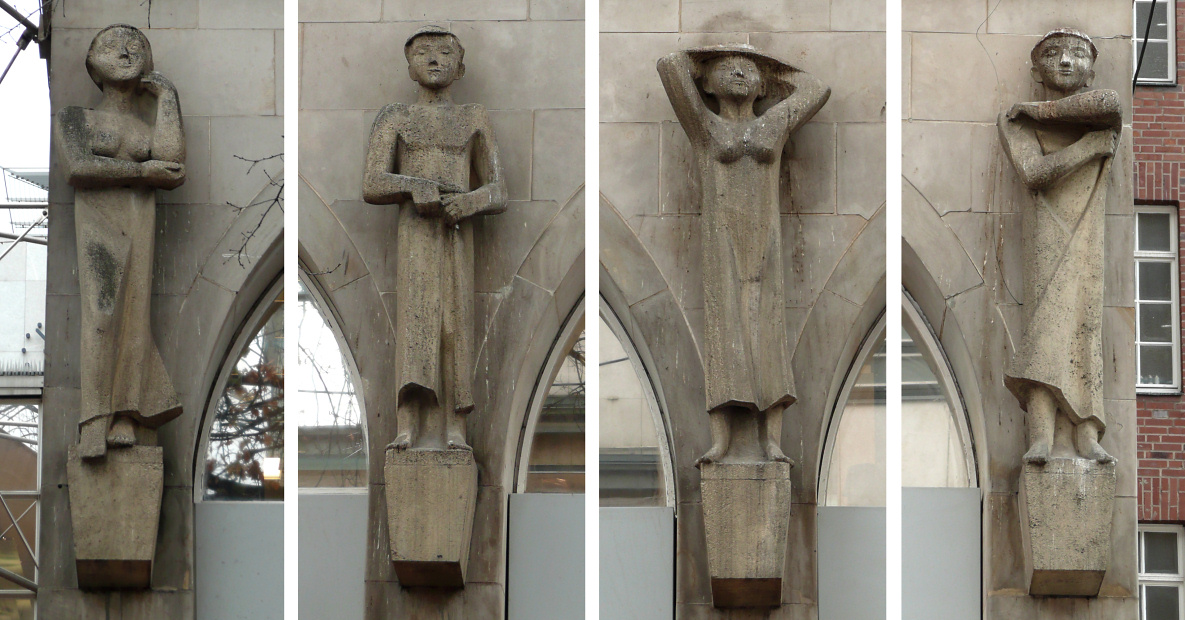
Figuren am Bahlsen-Haus an der Georgstraße (1950/51)

- Heilige Elisabeth (1934) in der Elisabethschule Marburg
- Monumentalrelief „Der Arbeiter mit der Faust und der Arbeiter mit dem Kopf“ an einem Pfeiler der Autobahnbrücke Hedemünden (1937)[5][6]
- Zusammenbrechender Knabe (1949)
- Türgrifffiguren am Opernhaus Hannover (1950)
- Figuren am Bahlsen-Haus (heute Schuhhaus Gisy) (1950/51), Georgstraße 27–29, Hannover
- Badende (1951), Innenhof des NDR-Funkhauses Hannover (Kleiner Sendesaal)
- Kindergruppe (1952–53), Rheinpark Köln
- Relief über dem Eingang der Industrie- und Handelskammer Hannover (1953)
- Liegendes Fohlen (1954), Leibnizschule Hannover
- Hirtenjunge (1954)
- Rübezahlbrunnen, Brunnenfigur (1954), Hannover-Mittelfeld
- Die große Stehende (1955), Hof des ehemaligen Ratsgymnasiums Hannover
- Mädchen im Regen, Brunnenfigur (1955), Rosmarinhof, Hannover (weitere Exemplare: Freie Waldorfschule Hannover-Maschsee, Erlangen, Koblenz)
- Wächter (1955), Oberfinanzdirektion Niedersachsen, Hannover (weiteres Exemplar: HSH-Nordbank, Kiel)[7]
- Spielende Kinder, Brunnenplastik (1955/56), Grupenstraße, Hannover (die Modelle waren Lehmanns eigene Kinder)
- Evangelistensymbole an der inneren Eingangstür zur Marktkirche Hannover (1956)
- Umschauende (1956), Leibnizufer Hannover (und Plastikpark Middelheim, Antwerpen)
- Ausschreitende (1957)
- Moses und die Gesetzestafel (1957/1958), Landgericht Hannover, Wandrelief aus Kirchheimer Muschelkalkplatten[8][9]
- Demut (Kniender Hirte) (1958), Aegidienkirche Hannover
- Mahnender Engel (1958), Alte Brüderkirche in Kassel
- Mutter und Kind (1958), Kassel
- Erzengel Michael (1961), vor dem Eingang des OLG-Neubaus, Celle
- Der gute Hirte (1962), über dem Haupteingang des Finanzamtes für Großbetriebsprüfung Hannover, vormals Hauptgebäude der Tierärztlichen Hochschule Hannover, Hannover
- Speerwerfer (1964), Eingang HDI-Arena
- Mahnmal (1968), Binnenhof des Gymnasium Marianum (Warburg)
- Mädchen im Wind (1971), Kiel-Schilksee[10]
- Grabstätte von Erhart Kästner in Staufen im Breisgau (1974)
- Akademisches Logo der Medizinischen Hochschule Hannover
- Heiliger Martin als Relief an der Kirche St. Martin in Hannover-Linden-Mitte

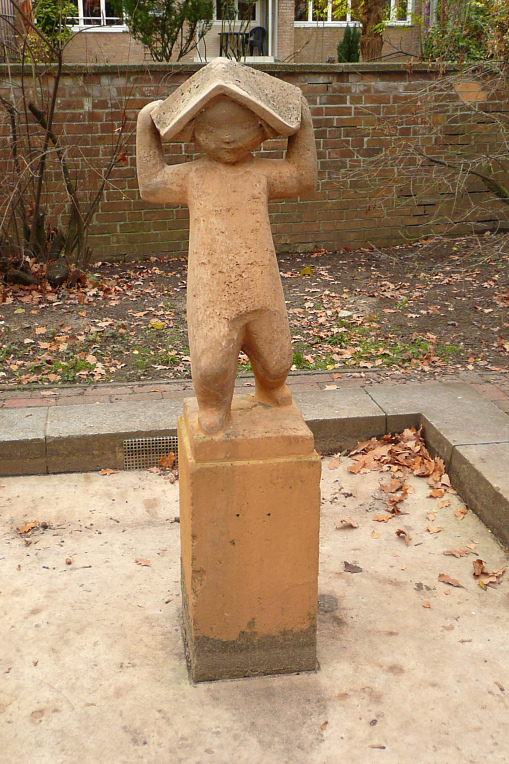
Mädchen im Regen in Hannover (1955)
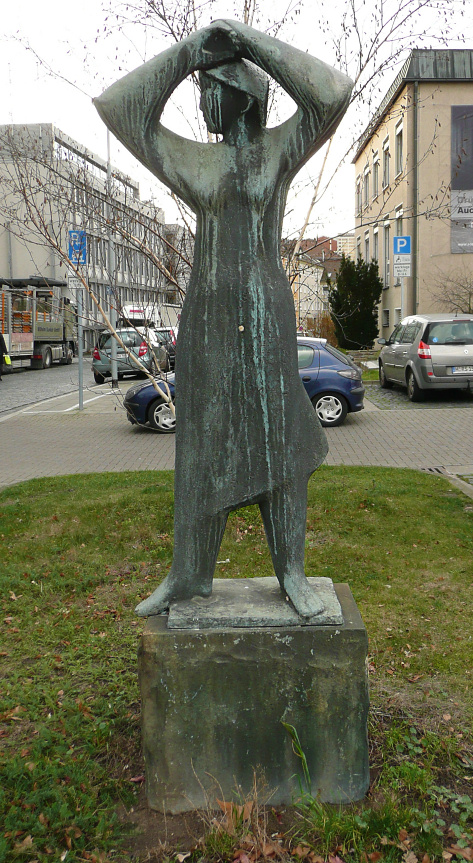
Umschauende (1956)
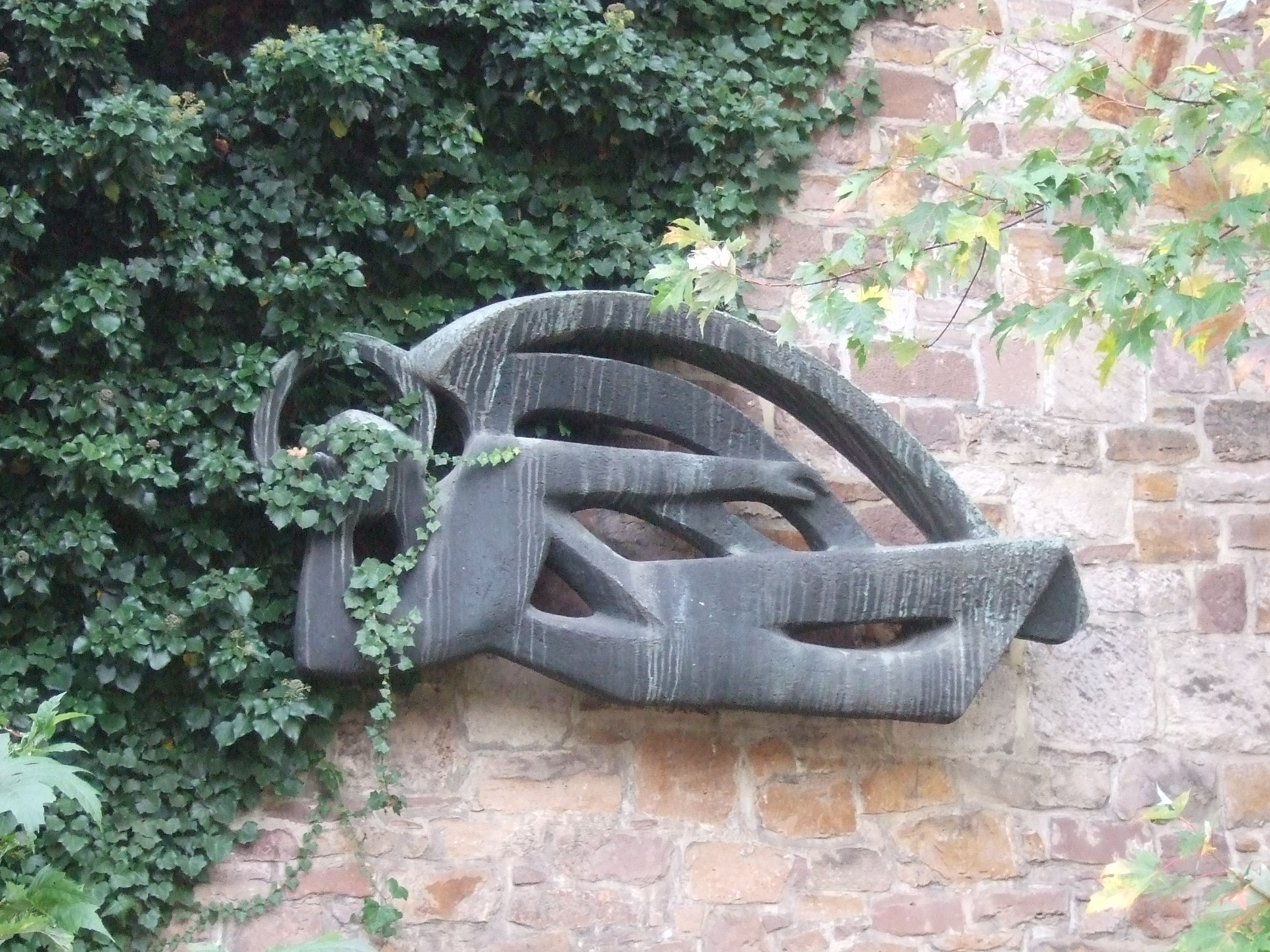
Mahnender Engel (1958)
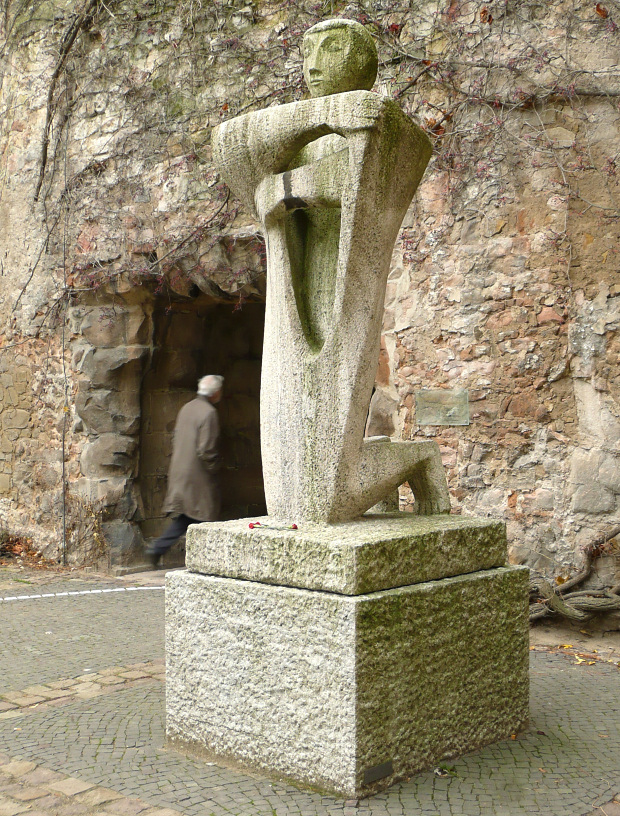
Demut (1958)
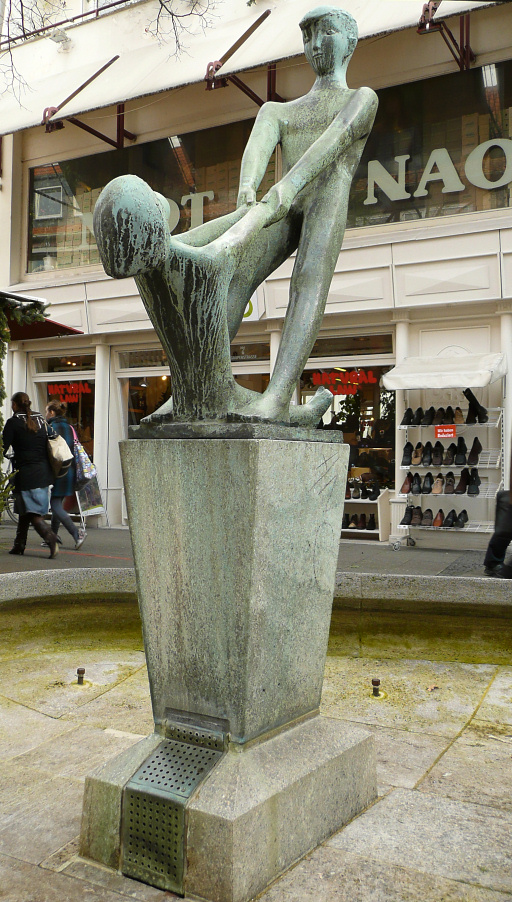
Spielende Kinder (1955/56)
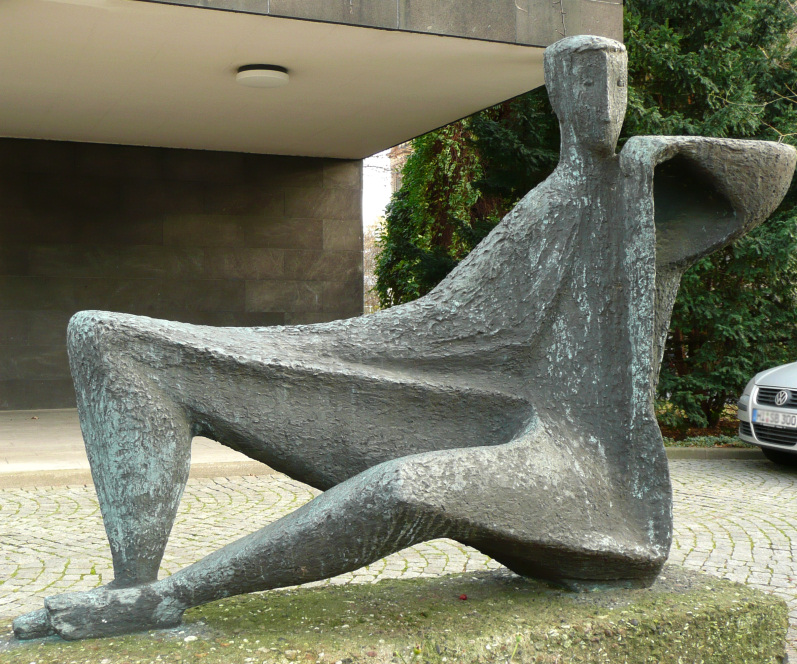
Wächter (1955)
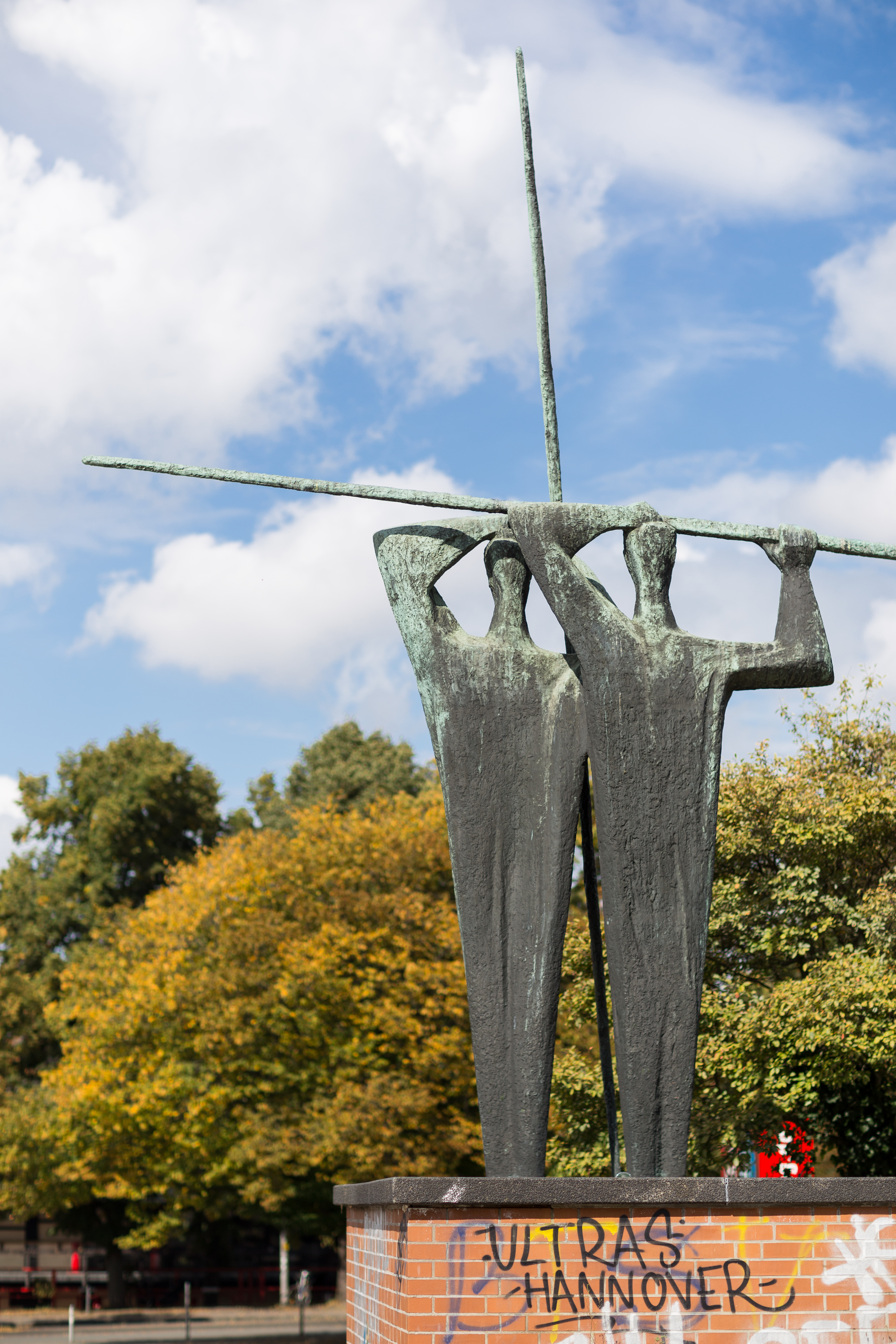
Speerwerfer (1964)
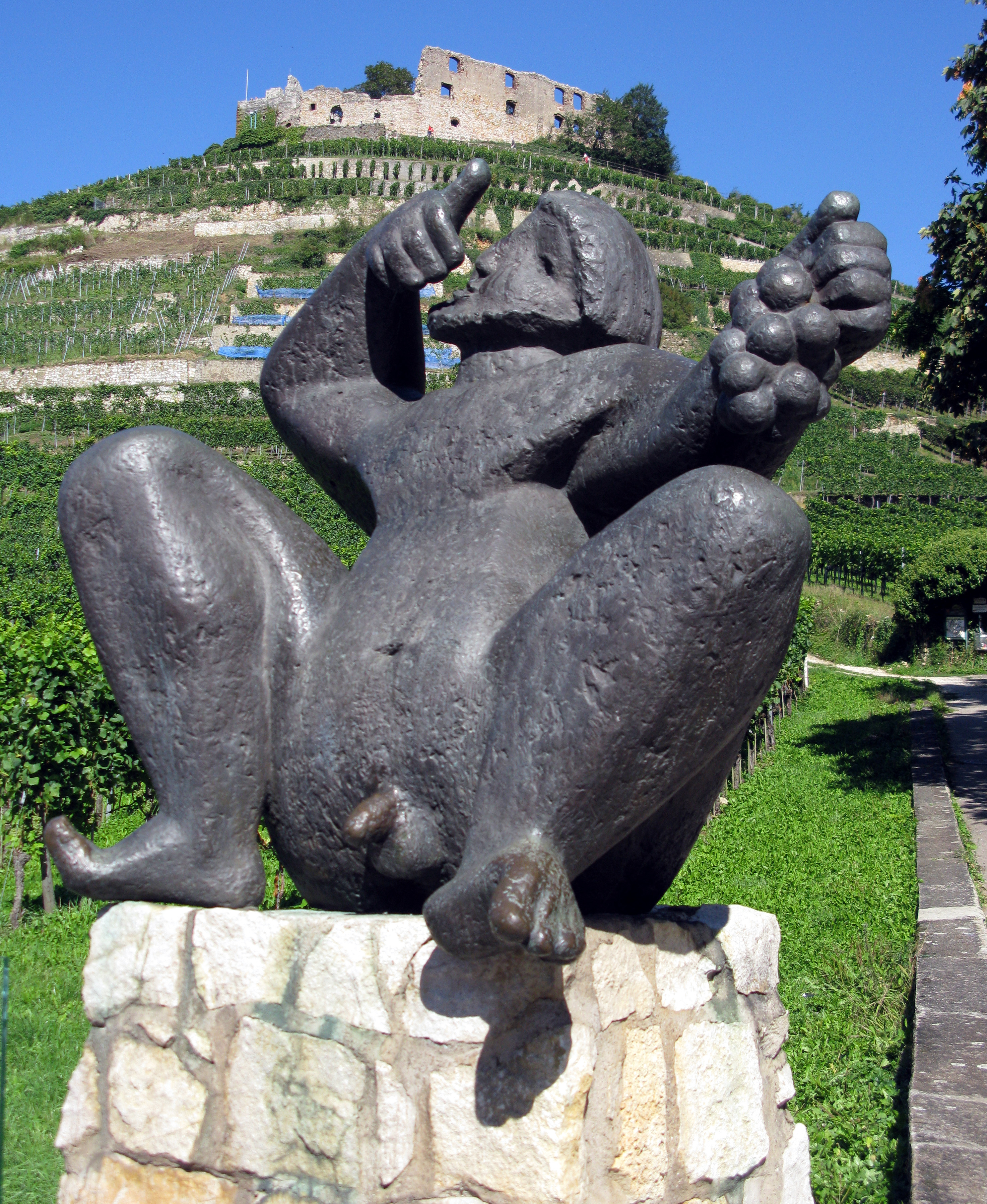
Bacchus (1970) in Staufen im Breisgau